# Atletism la Jocurile Olimpice de vară din 2020 - Aruncarea ciocanului (feminin)
Proba feminină de aruncare a ciocanului de la Jocurile Olimpice de vară din 2020 a avut loc în perioada 1-3 august 2021 pe Stadionul Național al Japoniei.

## Recorduri
Înaintea acestei competiții, recordurile mondiale și olimpice erau următoarele:
| Record           | Atlet                  | Rezultat | Loc                      | Data           |
| ---------------- | ---------------------- | -------- | ------------------------ | -------------- |
| Recordul mondial | Anita Wlodarczyk (POL) | 82,89 m  | Varșovia, Polonia        | 28 august 2016 |
| Recordul olimpic | Anita Wlodarczyk (POL) | 82,29 m  | Rio de Janeiro, Brazilia | 15 august 2016 |

## Program
Orele sunt ora Japoniei (UTC+9) 
| Data                    | Oră   | Etapă      |
| ----------------------- | ----- | ---------- |
| Duminică, 1 august 2021 | 9:10  | Calificări |
| Marți, 3 august 2021    | 19:00 | Finala     |

### Calificări
Reguli de calificare în finală: se califică în finală orice sportivă care aruncă ciocanul la minim 73,50m (C) sau cele mai bune 12 rezultate (c).
| Loc | Grupă | Nume                | Țară                       | 1     | 2     | 3     | Rezultat | Note  |
| --- | ----- | ------------------- | -------------------------- | ----- | ----- | ----- | -------- | ----- |
| 1   | A     | Anita Włodarczyk    | Polonia                    | 76,99 | -     | -     | 76,99    | C     |
| 2   | B     | Wang Zheng          | China                      | 71,69 | 74,29 | -     | 74,29    | C, SB |
| 3   | A     | Brooke Andersen     | Statele Unite ale Americii | 71,32 | 74,00 | -     | 74,00    | C     |
| 4   | B     | Camryn Rogers       | Canada                     | 73,97 | -     | -     | 73,97    | C     |
| 5   | A     | Alexandra Tavernier | Franța                     | 72,34 | 73,51 | -     | 73,51    | C     |
| 6   | A     | Julia Ratcliffe     | Noua Zeelandă              | 73,20 | 68,89 | 70,87 | 73,20    | c     |
| 7   | B     | Gwen Berry          | Statele Unite ale Americii | 68,51 | 70,28 | 73,19 | 73,19    | c     |
| 8   | B     | Malwina Kopron      | Polonia                    | 73,06 | x     | x     | 73,06    | c     |
| 9   | B     | DeAnna Price        | Statele Unite ale Americii | 71,03 | 72,55 | x     | 72.55    | c     |
| 10  | B     | Joanna Fiodorow     | Polonia                    | 72,32 | x     | x     | 72,32    | c     |
| 11  | B     | Bianca Ghelber      | România                    | 69,78 | 70,80 | 71,72 | 71,72    | c     |
| 12  | A     | Sara Fantini        | Italia                     | 71,68 | 69,26 | 69,27 | 71,68    | c     |
| 13  | A     | Hanna Malyshchyk    | Belarus                    | 70,80 | x     | x     | 70,80    |       |
| 14  | B     | Silja Kosonen       | Finlanda                   | 69,01 | 69,59 | 70,49 | 70,49    |       |
| 15  | A     | Luo Na              | China                      | 69,86 | 69,62 | x     | 69,86    |       |
| 16  | A     | Hanna Skydan        | Azerbaidjan                | 67,93 | x     | 69,57 | 69,57    |       |
| 17  | A     | Zalina Petrivskaya  | Republica Moldova          | 69,29 | x     | 67,86 | 69,29    |       |
| 18  | A     | Stamatia Scarvelis  | Grecia                     | 68,70 | 69,01 | x     | 69,01    |       |
| 19  | A     | Jillian Weir        | Canada                     | 68,55 | x     | 68,68 | 68,68    |       |
| 20  | B     | Laura Igaune        | Letonia                    | 68,35 | 68,53 | 66,89 | 68,53    |       |
| 21  | B     | Iryna Klymets       | Ucraina                    | 66,63 | x     | 68,29 | 68,29    |       |
| 22  | B     | Rosa Rodríguez      | Venezuela                  | x     | 67,25 | 68,23 | 68,23    |       |
| 23  | B     | Lauren Bruce        | Noua Zeelandă              | 67,71 | 66,01 | 66,15 | 67,71    |       |
| 24  | B     | Samantha Borutta    | Germania                   | 57,00 | 67,38 | 66,47 | 67,38    |       |
| 25  | B     | Martina Hrašnová    | Slovacia                   | 66,63 | x     | 66,55 | 66,63    |       |
| 26  | A     | Réka Gyurátz        | Ungaria                    | x     | x     | 66,48 | 66,48    |       |
| 27  | A     | Tuğçe Șahutoğlu     | Turcia                     | 64,23 | 66,06 | 65,66 | 66,06    |       |
| 28  | B     | Nastassia Maslava   | Belarus                    | 60,52 | x     | 65,15 | 65,15    |       |
| 29  | A     | Laura Redondo Mora  | Spania                     | x     | x     | 62,42 | 62,42    |       |
| 30  | A     | Iryna Novozhylova   | Ucraina                    | x     | 58,77 | 59,85 | 59,85    |       |
| -   | A     | Krista Tervo        | Finlanda                   | x     | x     | x     | —        | FR    |

### Finala
| Loc | Nume                | Țară                       | 1     | 2     | 3     | 4                        | 5                        | 6                        | Rezultat | Note |
| --- | ------------------- | -------------------------- | ----- | ----- | ----- | ------------------------ | ------------------------ | ------------------------ | -------- | ---- |
| 1   | Anita Włodarczyk    | Polonia                    | x     | 76,01 | 77,44 | 78,48                    | x                        | 77,02                    | 78,48    | SB   |
| 2   | Wang Zheng          | China                      | 73,21 | 75,30 | x     | 71,09                    | x                        | 77,03                    | 77,03    | SB   |
| 3   | Malwina Kopron      | Polonia                    | x     | 73,09 | x     | 74,11                    | 75,49                    | 74,59                    | 75,49    | SB   |
| 4   | Alexandra Tavernier | Franța                     | 73.54 | x     | 70,81 | 72,64                    | x                        | 74,41                    | 74,41    | SB   |
| 5   | Camryn Rogers       | Canada                     | x     | 74,35 | x     | x                        | 71,14                    | x                        | 74,35    |      |
| 6   | Bianca Ghelber      | România                    | 70,15 | x     | 74,18 | 70,32                    | 71,70                    | x                        | 74,18    | PB   |
| 7   | Joanna Fiodorow     | Polonia                    | x     | 73,09 | 73,46 | x                        | 73,83                    | x                        | 73,83    | SB   |
| 8   | DeAnna Price        | Statele Unite ale Americii | x     | 72,87 | x     | 72,69                    | x                        | 73,09                    | 73,09    |      |
| 9   | Julia Ratcliffe     | Noua Zeelandă              | 72,61 | 72,69 | 71.79 | Nu a avansat mai departe | Nu a avansat mai departe | Nu a avansat mai departe | 72,69    |      |
| 10  | Brooke Andersen     | Statele Unite ale Americii | 72,16 | x     | x     | Nu a avansat mai departe | Nu a avansat mai departe | Nu a avansat mai departe | 72,16    |      |
| 11  | Gwen Berry          | Statele Unite ale Americii | 67,66 | x     | 71,35 | Nu a avansat mai departe | Nu a avansat mai departe | Nu a avansat mai departe | 71,35    |      |
| 12  | Sara Fantini        | Italia                     | 67,55 | 69,10 | 67,91 | Nu a avansat mai departe | Nu a avansat mai departe | Nu a avansat mai departe | 69,10    |      |